# Frédéric Coudre-Lacoudrais
Frédéric Coudre-Lacoudrais est un homme politique français né le 18 avril 1788 à Honfleur (Calvados) et décédé le 20 mars 1856 à Paris.
Directeur de la comptabilité au ministère de la Marine, puis membre du conseil d'amirauté, il est député du Morbihan de 1843 à 1848, siégeant dans la majorité soutenant la monarchie de Juillet.

## Sources
- « Frédéric Coudre-Lacoudrais », dans Adolphe Robert et Gaston Cougny, Dictionnaire des parlementaires français, Edgar Bourloton, 1889-1891 [détail de l’édition]